# Wadi Sayyidna
Wadi Sayyidna, alternativt Wadi Seidna är en militär flygbas belägen norr om Khartoum och Omdurman, på västra sidan av Nilen i centrala Sudan. Flygplatsen har två landningsbanor i riktningarna 04/20 och 16/34. Flygolyckan i Omdurman 2025 inträffade efter ett militärt flygplan lyft från flygbasen och havererade i staden Omdurman.